# 김준영 (1940년)
김준영(金埈永, 1940년 11월 10일 ~ )은 대한민국의 제6대 경상북도의원이었다.

## 학력
- 영천남부공립국민학교 졸업
- 경주계림중학교 졸업
- 경북공업고등학교 졸업
- 영남대학교 법학과 중퇴

### 비학위 수료
- 대구대학교 사회개발대학원 수료

## 경력
- 서강대학교 산업문제 연구과정
- 영남일보 기자
- 한국토지개발공사 업무과장
- 영천상공회의 소상공의원
- 한국운수노동조합 대구·경북지부 총무조직부장
- 민주자유당 경북도당 영천시 지구당 부위원장
- 제14대 대통령 선거 경북도당 영천시 지구당 대책부위원장
- 청소년 선도회 영천시 지부장
- 경상북도 생활체육협의회 부회장
- 경상북도 생활체육협의회 영천시 협의회장
- ㈜현대시멘트 판매 대표이사
- ㈜대동건설 대표 이사
- 영천신용협동조합 이사장
- ㈜영천중앙교통 대표이사
- 영천로타리클럽회장
- 영천초등학교 총동창회 회장
- 영천고등학교 육성회장
- 영천시 학교운영위원장 협의회장
- 영천시 교육발전자문위원
- 제15대 대통령 선거 경북도당 영천시 지구당 대책부위원장
- 한나라당 경북도당 영천시 지구당 부위원장
- 1998.07 ~ 2000.10 제6대 경상북도의회 의원
- 1998.07 ~ 2000.07 제6대 경상북도의회 전반기 건설위원회 위원
- 1998.07 ~ 2000.07 제6대 경상북도의회 전반기 예산결산특별위원회 위원
- 2000.07 ~ 2000.10 제6대 경상북도의회 후반기 건설위원회 위원
- 2000.07 ~ 2000.10 제6대 경상북도의회 후반기 예산결산특별위원회 위원

## 수상
- 민주정의당 총재 전두환 표창
- 민주자유당 총재 김영삼 표창
- 경북도지사 김우현 표창
- 문화체육부장관 이민섭 표창
- 새천년민주당 총재 김대중 표창
- 제16대 대통령 당선자 노무현 감사장
- 한국토지개발공사장 표창

## 역대 선거 결과
|  | 31.40% |

|  | 56.84% |

|  | 24.3% |

|  | 39.1% |